# 中国共产党天津市委员会
中国共产党天津市委员会，简称中共天津市委，是中国共产党在天津市的组织和领导机关，由中国共产党天津市代表大会选举产生。在代表大会闭会期间，执行中国共产党中央委员会的指示和中国共产党天津市代表大会的决议，领导天津市的党务工作，并定期向中国共产党中央委员会报告工作。目前，中共中央政治局委员陈敏尔兼任该委员会书记，张工、刘桂平担任该委员会副书记。

## 沿革
1924年2月，中共天津小组正式成立，直接隶属于北京区委。组长于树德。1924年7月,在天津法租界24号路（今长春道）普爱里34号中共天津地方执行委员会（简称天津地委）成立。委员长于方舟。1925年2月委员长改称书记，各部主任改称部长。1925.06地委书记李季达。1927年8月1日，天津地委改为天津市委，书记彭真。1928年11月上旬改为天津特区委。 1929年1月上旬天津特区委取消。1929年2月成立中共天津工作办事处。1929年4月上旬天津工作办事处被取消。1930年4月恢复中共天津市委，1937年8月北方局指示成立河北省委，领导平津唐3个市委、冀东特委。另在石家庄成立了平汉线省委。1938年9月中旬，天津市委撤销，平津唐点线工作委员会及其所属的北平、天津、唐山城委和以北宁铁路沿线为主的铁路线组织正式成立，加强了共产党对天津等沦陷区城市工作的领导，隶属于长江局，由吴德领导。机关设在天津法租界寿德大楼(今和平区和平路322号狗不理饭店)4楼68号房间，对外以耕石刻字社为名。书记葛琛，委员赵耕田，干事顾磊。从1938年9月到1942年2月，顾磊化名李子元一直任天津城委书记。1939年1月点线委员会划归晋察冀中央分局领导，聂荣臻指示由冀热察区党委书记马辉之暂时代管，开辟了平西抗日根据地到北平城的4条地下交通线。1939年5月，冀热察区党委派赵普宣到天津任平津唐点线工作委员会书记。1939年秋，日伪势力渗透到租界，平津唐点线工作委员会电台停止使用。1940年开始由晋察冀分局城工部刘仁领导。1941年7月25日被捕后叛变者供出了赵普宣和两个通信地址，赵普宣随即被天津日本宪兵队逮捕。为防止平津党组织遭受更大的破坏，1942年3月初平津唐点线工作委员会的工作全部停止，顾磊撤回晋察冀，工作关系全部移交给城工部刘慎之。
1944年8月成立中共渤海区党委城工部（部长苏杰）成立天津临时工作委员会，书记刘格平/胡子炎1944.10代理/相炜1945.05—1945.08.26。
1945年8月28日，冀中区党委成立中共天津工作委员会，对外称天津解放委员会（简称“津委会”）。驻杨芬港，后驻胜芳镇、新镇镇。书记陈鹏（冀中九地委书记），副书记张之生（八地委副书记），设组织部、宣传部、军事部、敌工部。1945年12月25日冀中区党委召开工作会议，决定张之生、吴砚农任正副书记，李震刚（工运委）、张淮三（学委）、张鸿滨、宋罗歧为委员，王郁民负责市民运动委员会。1946年4月1日，冀中区党委决定撤销中共天津工作委员会，成立天津市委，吴砚农、杨英任正副书记。1946年6月内战全面爆发后，天津市委连续指示市内地下党“以保存组织为第一”“以保存人员为主，工作暂时垮台，亦不必顾惜”。至8月已经暴露的学生、工人党100多人撤退至解放区基本完成，取消宣传部，组织部长赵铁夫（冀中区委组织部副部长）/杨英兼任，统战部长娄凝先，秘书长路达，市委迁驻任丘县江临河、西夫、孙庄等地。根据中央指示，天津周边各地委成立或恢复城市工作部。1947年2月中旬天津市委并入冀中区党委城工部（对外称教育委员会），部长由冀中区党委副书记金城兼任，副部长杨英，秘书长路达，驻肃宁县曹庄、边马村。1947年3月正式撤销天津市委。1947年5月天津市内按照工运、学运、市民、统战各系统独立工作，分别由于致远、张淮三、王郁文在市内分线领导，按照中央指示“扩大宣传，避免硬碰，争取中间分子，利用合法形式，力求从为生存而斗争的基础上建立反卖国、反内战、反独裁与反特务恐怖的广大阵线”。1948年1月由于工运系统交通员叛变，张淮三被捕，未暴露身份几个月后获释。
1946年冬，渤海区党委派遣津南铁路铁路工委书记崔毅到天津市内领导渤海系统地下党。
1948年1月，冀中区党委城工部并入晋察冀中央局城工部，对外称“华北建设公司”，驻沧县韩盛庄。1948.04成立天津工委，书记于文。1948年5月华北局城工部组建后，副部长杨英分管天津市，陆续接收天津市内党组织，先后成立平津学生运动委员会和中共天津工作委员会（对外称“迎接天津解放行动委员会”）
1948年12月15日，恢复中共天津市委。书记黄克诚/黄敬1949.05.29/黄火青1952.10代理，1953.04一1958.02.11。

## 职责
根据《中国共产党地方委员会工作条例》，中国共产党地方委员会主要实行政治、思想和组织领导，承担下列职能：
1. 对本地区重大问题作出决策。
2. 通过法定程序使党组织的主张成为地方性法规、地方政府规章或者其他政令。
3. 加强对本地区宣传思想文化工作的领导，牢牢掌握意识形态工作领导权、话语权。
4. 按照干部管理权限任免和管理干部，向地方国家机关、政协组织、人民团体、国有企事业单位等推荐重要干部。
5. 支持和保证人大、政府、政协、法院、检察院、人民团体等依法依章程独立负责、协调一致地开展工作，发挥这些组织中党组的领导核心作用。
6. 加强对本地区群团工作和统一战线工作的领导。
7. 动员、组织所属党组织和广大党员，团结带领群众实现党的目标任务。

## 机构设置
根据《天津市机构改革方案》，中国共产党天津市委员会设置工作机关14个，工作机关管理的机关（副厅局级）3个。中共天津市委设置下列机构：
- 中共天津市委办公厅

### 职能部门
- 中共天津市委组织部
- 中共天津市委宣传部
- 中共天津市委统一战线工作部
- 中共天津市委政法委员会

（市委组织部挂市公务员局牌子。市委宣传部挂市新闻出版局（市版权局）、市电影局牌子。）

### 办事机构
- 中共天津市委政策研究室
- 中共天津市委网络安全和信息化委员会办公室
- 中共天津市委机构编制委员会办公室
- 中共天津市委巡视工作领导小组办公室
- 中共天津市委国家安全委员会办公室
- 中共天津市委军民融合发展委员会办公室
- 中共天津市委信访局
- 中共天津市委台湾工作办公室
- 中共天津市委老干部局

（市委财经委员会办公室设在市委办公厅。市委网络安全和信息化委员会办公室挂市互联网信息办公室牌子。市委军民融合发展委员会办公室设在市发展和改革委员会；市委枢纽经济发展委员会办公室设在市发展和改革委员会。市委机构编制委员会办公室归口市委组织部管理。中共天津市委精神文明建设指导委员会办公室归口市委宣传部管理。市委全面深化改革委员会办公室设在市委办公厅。市委教育工作委员会设在市教育委员会。市委农村工作委员会设在市农业农村委员会。中共天津市委台湾工作办公室挂市人民政府台湾事务办公室牌子。）

### 派出机关
- 中共天津市委市级机关工作委员会

（中共天津市委教育工作委员会与天津市教育委员会合署办公。）

### 直属事业单位
- 中共天津市委党校
- 天津市社会主义学院
- 天津海河传媒中心

（市委党校挂天津行政学院、中共天津市委党史研究室牌子。市社会主义学院挂市中华文化学院牌子。）

### 工作机关管理的机关
- 天津市档案馆，由市委办公厅管理。
- 中共天津市委保密委员会办公室，由市委办公厅管理。
- 中共天津市委机要局，由市委办公厅管理。

（市档案馆挂市档案局、市地方志编修委员会办公室牌子。市委保密委员会办公室挂市国家保密局牌子。市委机要局挂市国家密码管理局牌子。）

## 历任领导
初期（1949年1月—1954年7月）
- 书记：黄克诚（—1949年5月）、黄敬（1949年5月—1953年4月）、黄火青（1953年4月—）
- 第一副书记：黄敬（—1949年5月）
- 第二副书记：黄火青（—1949年5月）
- 副书记：黄火青（1949年5月—1953年4月）、刘秀峰（1949年8月— 1950年下半年）、吴德（1952年7月—）[6]

第一届市委（1954年7月—1956年7月）
- 书记：黄火青
- 副书记：吴德（—1955年5月）、白坚（1954年8月—）、吴砚农（1954年10月—）

第二届市委（1956年7月—1971年5月）
- 第一书记：黄火青（—1958年6月）、万晓塘（1958年6月—1966年9月）、解学恭（1967年1月—）
- 第二书记：赵武成（1963年9月—文革）、阎达开（1967年1月—1971年）
- 书记处书记：吴砚农（—1958年6月）、万晓塘（—1958年6月）、李耕涛（—文革）、王亢之（—文革）、谷云亭（1958年6月—文革）、张淮三（1958年6月—文革）、赵克（1958年12月—1960年11月）、曹庶范（1961年2月—6月）、宋景毅（1961年2月—文革）、崔荣权（1961年2月—1965年4月）、李权超（1961年2月—1966年7月）、牛勇（1961年2月—1966年底）
- 候补书记：胡昭衡（1963年9月—文革）

第三届市委（1971年5月—1983年12月）
- 第一书记：解学恭（—1978年6月）、林乎加（1978年6月—10月）、陈伟达（1978年10月—）
- 第二书记：吴岱（1971年6月—1975年11月）、赵武成（1977年7月—11月）、黄志刚（1977年11月—1982年7月）
- 第三书记：赵武成（1977年11月—1979年4月）
- 常务书记：张再旺（1982年7月—1983年3月））
- 书记：刘政（—1973年11月）、王一（—1978年12月）、王曼恬（—1977年1月）、许诚（—1980年6月）、费国柱（—1978年10月）、赵武成（1973年11月—1977年7月）、孙健（1973年11月—1975年1月）、徐信（1973年11月—1977年7月）、邢燕子（1973年11月—1982年6月）、王淑珍（1973年11月—1977年10月）、蒋南翔（1977年7月—10月）、阎达开（1977年7月—1982年7月）、王中年（1977年7月—1982年6月）、谷云亭（1977年7月—1982年6月）、张淮三（1978年2月—1982年7月）、范儒生（1978年6月—1981年6月）、刘刚（1979年1月—1982年7月）、胡启立（1980年6月—1982年4月）、郭春原（1981年10月—1982年7月）、李瑞环（1982年5月—）、张再旺（1983年3月—）、吴振（1983年3月—）、谭绍文（1983年3月—）
- 副书记：冯勤（1975年6月—1981年8月）、王一夫（1979年1月—1981年6月）、吴振（1978年2月—1983年3月）、陈冰（1981年8月—1983年3月）

第四届市委前期（1983年12月—1984年10月）
- 第一书记：陈伟达（—1984年10月））
- 书记：张再旺、李瑞环、吴振、谭绍文

第四届市委后期（1984年10月—1988年4月）
- 书记：倪志福（—1987年8月）、李瑞环（1987年8月—）
- 副书记：张再旺（—1985年9月）、李瑞环（—1987年8月）、吴振、谭绍文、聂璧初（1985年9月—）、刘晋峰（1987年—）

第五届市委（1988年4月—1992年）
- 书记：李瑞环（—1989年10月）、谭绍文（1989年10月—）
- 副书记：谭绍文（—1989年10月）、聂璧初、刘晋峰（—1991年9月）、张立昌（1989年10月—）、王旭东（1991年8月—）

第六届市委（1992年—1997年）
- 书记：谭绍文（—1993年2月）、聂璧初（1993年2月—3月代理）、高德占（1993年3月—）
- 副书记：聂璧初（—1993年6月）、张立昌、王旭东（—1993年8月）、李盛霖（1993年5月—）、房凤友（1995年11月—）

第七届市委（1997年—2002年4月）
- 书记：高德占（—1997年8月）、张立昌（1997年8月—）
- 副书记：张立昌（—1998年8月）、李盛霖、房凤友、刘峰岩（1997年10月—）、宋平顺（1998年5月—）、刘胜玉（2000年4月—）

第八届市委（2002年4月—2007年6月）
- 书记：张立昌（—2007年3月）、张高丽（2007年3月—）
- 副书记：李盛霖（—2002年12月）、戴相龙（2002年12月—）、房凤友（—2006年1月）、刘峰岩（—2002年10月）、邢元敏（2002年10月—）、宋平顺（—2006年3月）、刘胜玉

第九届市委（2007年6月—2012年5月）
- 书记：张高丽
- 副书记：戴相龙（—2007年12月）、黄兴国（2007年12月—）、邢元敏（—2009年5月）、何立峰（2009年5月—）
- 常务委员：王小京、肖怀远、臧献甫、杨栋梁、散襄军、史莲喜、陈超英、苟利军、段春华

第十届市委（2012年5月—2017年5月）
- 书记：张高丽（2012年5月—2012年11月）、孙春兰（2012年11月—2014年12月）、黄兴国（代理，2014年12月—2016年9月）、李鴻忠（2016年9月—）
- 副书记：黄兴国（—2016年9月）、何立峰（—2013年4月）、王东峰（2013年4月—）、怀进鹏（2016年12月—）
- 常务委员：廖可铎（—2017年3月）、臧献甫（—2015年1月）、散襄军（—2014年11月）、崔津渡（—2015年1月）、尹德明（—2017年3月）、段春华、刘长喜（—2015年12月）、成其圣、袁桐利（—2016年5月）、朱丽萍（—2016年8月）、宗国英（2014年11月—2017年3月）、姚增科（2015年1月—2016年10月）、王贺胜（2015年7月—2016年8月）、王宏江（2015年12月—）、陈浙闽（2016年8月—）、邓修明（2016年12月—）、张玉卓（2017年3月—）、盛茂林（2017年3月—）、程丽华（2017年3月—）、赵飞（2017年3月—）

第十一届市委（2017年5月—2022年6月）
- 书记：李鸿忠
- 副书记：王东峰（—2017年10月）、怀进鹏（—2017年9月）、张国清（2017年12月—2020年8月）、阴和俊（2018年10月—2020年11月）、廖国勋（土家族，2020年8月—2022年4月，病逝）、金湘军（2022年3月—）、张工（2022年5月—）
- 常务委员：李鸿忠、王东峰（—2017年10月）、怀进鹏（—2017年9月）、段春华（—2018年3月）、张玉卓（—2020年1月）、盛茂林（—2018年3月）、程丽华（女，—2018年3月）、邓修明（—2021年11月）、赵飞、陈浙闽（—2021年9月）、冀国强、李毅（—2020年3月）、张国清（2017年12月—2020年8月）、喻云林（2018年3月—）、阴和俊（2018年10月—2020年11月）、马顺清（回族，2018年11月—）、李军（2018年12月—）、于立军（2019年9月—2021年2月）、连茂君（2020年4月—）、廖国勋（土家族，2020年8月—2022年4月，病逝）、金湘军（2021年1月—）、王庭凱（2021年6月—）、周德睿（2021年9月—）、陈辐宽（2021年11月—）、刘桂平（2022年4月—）、张工（2022年5月—）

第十二届市委（2022年6月—）
- 书记：李鸿忠（—2022年12月）、陈敏尔（2022年12月—）
- 副书记：张工、金湘军（—2022年12月）、陈辐宽（2023年12月—2025年5月）、刘桂平（2025年5月—）
- 常务委员：李鸿忠（—2022年12月）、张工、金湘军（—2022年12月）、李军（—2024年5月）、陈辐宽、刘桂平、冀国强、连茂君、王庭凱、周德睿（—2025年3月）、王旭（满族）、沈蕾（女）、王力军、陈敏尔（2022年12月—）、衡晓帆（2024年3月—）、白忠斌（2024年5月—）、郭永红（2025年7月—）